# Araneus tatianae
Araneus tatianae là một loài nhện trong họ Araneidae.
Loài này thuộc chi Araneus. Araneus tatianae được Roger de Lessert miêu tả năm 1938.